# (7963) Falcinelli
(7963) Falcinelli (1995 CA) – planetoida z pasa głównego asteroid okrążająca Słońce w ciągu 4,17 lat w średniej odległości 2,59 j.a. Odkryta 1 lutego 1995 roku.